# Marco Weißhaupt
Marco Weißhaupt (* 24. Juni 1972 in Erfurt) ist ein deutscher Fußballtrainer. Als Spieler spielte unter anderem in der Fußball-Bundesliga für den Hamburger SV, den SC Freiburg und Hansa Rostock.

## Spielerkarriere
Marco Weißhaupt begann mit dem Fußballspielen 1978 bei der BSG Motor Nordhausen. 1986 wechselte er auf die Kinder- und Jugendsportschule in der Bezirkshauptstadt und damit zum FC Rot-Weiß Erfurt. Beim BSG Motor Nordhausen bzw. später FSV Wacker 90 Nordhausen schaffte Weißhaupt den Sprung in die 1. Männermannschaft und spielte in der Erfurter Bezirksliga bzw. in der Saison 1990/91 in der letztmals ausgetragenen DDR-Liga.
Im Sommer 1992 unterschrieb er einen Vertrag beim FC Rot-Weiß Erfurt. Auf seine Leistungen in den folgenden zwei Spielzeiten wurde der Hamburger SV aufmerksam und verpflichtete Weißhaupt 1994 für die Bundesliga. Dort konnte er sich nicht durchsetzen und wechselte nach 13 Einsätzen für den HSV während der Saison 1995/96 in die 2. Bundesliga zum 1. FSV Mainz 05. Am letzten Spieltag verhinderte sein Siegtreffer im Spiel gegen den VfL Bochum den Abstieg der Mainzer. Nach Saisonende kehrte Weißhaupt nach Erfurt zurück und bildete in der Regionalligasaison 1996/97 gemeinsam mit Daniel Bärwolf und Ronny Hebestreit das Offensivtrio. Insgesamt erzielten die drei in dieser Saison 54 Tore, Weißhaupt wurde zudem mit 21 Treffern Torschützenkönig der Regionalliga Nordost.
Nach dieser Saison wagte Weißhaupt ein zweites Mal den Sprung in den Profifußball und wechselte zum SC Freiburg in die 2. Bundesliga. Dort war er mit 16 Treffern am Bundesligaaufstieg der Breisgauer beteiligt. In den folgenden zwei Spielzeiten war er Stammspieler bei den Freiburgern in der Bundesliga. Nachdem es in der Saison 2000/01 nicht mehr so gut lief, wechselte er zu Hansa Rostock. Dort kam er zu neun Bundesligaeinsätzen und wechselte nach einem Jahr in die 2. Bundesliga zum VfB Lübeck. Nach mehrfachem unentschuldigten Fehlen beim Training wurde Weißhaupt Ende 2003 fristlos entlassen und wechselte in die Regionalliga zu den Sportfreunden Siegen. Doch auch dort konnte er an seine alten Glanzzeiten nicht mehr anknüpfen und spielte fortan nur noch unterklassig Fußball, zunächst für den FC Teningen und später beim FSV Wacker 90 Nordhausen. Mit dem 1. FC Gera 03 stieg Weißhaupt 2007 aus der Thüringenliga in die Oberliga Nordost-Süd auf. Ende August 2009 wurde der 37-Jährige vom hessischen Verbandsligisten SV 07 Eschwege verpflichtet, verließ den Verein nach einem Jahr und schloss sich erneut dem mittlerweile wieder in die Thüringer Verbandsliga abgestiegenen 1. FC Gera 03 an. Hier fungierte er sowohl als Spieler als auch als Co-Trainer. Nach dem Wiederaufstieg in die Oberliga und der Entlassung von Trainer Jörn Schwinkendorf wurde er Spielertrainer und sportlicher Leiter. Von Januar 2012 bis Oktober 2014 war Weißhaupt spielender Co-Trainer bei der Oberligamannschaft der TSG Neustrelitz unter Trainer Torsten Gütschow.
Insgesamt brachte es Weißhaupt in der Bundesliga auf 101 Spiele (9 Tore), in der 2. Bundesliga absolvierte er 74 Spiele (22 Tore). Er verschoss in seiner Bundesligazeit vier von sechs Elfmetern. Damit ist er mit einer Trefferquote von 33 Prozent gemeinsam mit Dieter Eckstein der drittschlechteste Elfmeterschütze der Bundesligageschichte. Schwächster Schütze ist Marko Pantelić, der es mit einem Treffer aus fünf Elfmetern auf eine Quote von nur 20 Prozent bringt, dicht gefolgt von Manfred Pohlschmidt, der bei acht Versuchen nur zweimal traf (25 %).

## Trainerkarriere
Seinen ersten Cheftrainerposten übernahm Marco Weißhaupt im November 2014, als er den Nordost-Oberligisten FC Pommern Greifswald übernahm. Nach der Saison 2014/15 und Umstrukturierungen im Verein verließen Weißhaupt und Co-Trainer Ralf Wichardt den Verein. Vom 17. Januar 2017 bis 30. Juni 2017 war er Sportdirektor beim SK Austria Klagenfurt. Marco Weißhaupt lebt heute wieder in Thüringen, ist aber nicht mehr in einem Verein aktiv.

## Persönliches
Marco Weißhaupt ist der Sohn bzw. Neffe der Zwillinge Jörg und Horst Weißhaupt, die gemeinsam viele Jahre für den FC Rot-Weiß Erfurt in der DDR-Oberliga und für Motor Nordhausen in der DDR-Liga spielten. Sein Sohn Noah ist ebenfalls Fußballprofi und spielt beim SC Freiburg.